# Unwritten (canción)
«Unwritten» —en español: «No Escrito»—  es una canción de cantante y compositora Natasha Bedingfield para su debut álbum de estudio Unwritten (2004). Fue lanzado el 29 de noviembre de 2004 como el tercer sencillo del disco. La canción fue escrita y producida por Danielle Brisebois, con composición adicional proporcionada por Bedingfield y Wayne Rodríguez. En 2006, "Unwritten" se convirtió en el tema principal de la serie de televisión realidad The Hills. Alcanzó el número cinco en el Billboard Hot 100, convirtiéndose en su primer hit top-ten en los Estados Unidos.

## Video musical
Existen dos versiones del video. En el internacional, Natasha se representa como la cubierta de un libro animado en una gran biblioteca, al subir en los distintos estantes. En la versión norteamericana y española, Bedingfield baja un ascensor y cada vez que se detiene, ella trata de nuevas experiencias de vida a través de las personas que suben a este.

## Usos en medios
- Bedingfield realizó esta canción en Concert of Diana
- Natasha realizó esto, junto con "Pocketful of Sunshine" en la séptima temporada final de Degrassi: The Next Generation.
- Es el tema principal de la mundialmente popular serie de MTV, The Hills.[1] Bedingfield más tarde volvió a grabar otra versión, más lenta de "Unwritten", con la producción en equipo Carney para el uso en el último episodio de The Hills.
- "Unwritten" ha aparecido en las películas siguientes: Ice Princess, The Da Vinci Code, ¡Porque lo digo yo!, The Sisterhood of the Traveling Pants y Anyone But You.
- Campeón del Mundo de patinaje artístico del 2006, Kimmie Meissner ha hecho múltiples programas de exposición a la canción también.
- La canción aparece en los videojuegos Karaoke Revolution Presents: American Idol y Thrillville: Off the Rails.
- La canción fue utilizada para el spot publicitario de televisión y radio champú Pantene en los mercados de habla inglesa y otros.
- La canción es el tema del weblog vídeo Ayla Besemer, Desde la cabina del piloto (sobre la vida en el barco Three@Sea).
- La canción aparece en el episodio de Cold Case Rumspringa
- Esta canción fue popularizada y utilizada en los anuncios de champú Pantene en España, Polonia, Malasia y Filipinas.

## Formato y lista de canciones
Estos son los formatos y listados de la pista de los principales singles de "Unwritten".
2-track CD (Reino Unido)
(Lanzado el 29 de noviembre de 2004)
1. «Unwritten» (álbum versión)
2. «Wild Horses» (live in Sydney)

CD Maxi (Reino Unido)
(Lanzado el 29 de noviembre de 2004)
1. «Unwritten» (álbum versión)
2. «The Scientist» (live at BBC Radio One Live Lounge)
3. «If You're Gonna Jump» (Paul Oakenfold Remix 7" Remix)
4. «Unwritten» (video)

CD Maxi internacional
(Lanzado el 7 de febrero de 2005)
1. «Unwritten» (radio edit)
2. «The Scientist» (live at BBC Radio One Live Lounge)
3. «If You're Gonna Jump» (Paul Oakenfold Remix 7" Remix)
4. «Unwritten» (álbum versión)
5. «Unwritten» (video)

Sencillo CD (Estados Unidos)
(Lanzado el 23 de octubre de 2007)
1. «Unwritten» (álbum versión)
2. «Unwritten» (Johnny Vicious Club Mix)
3. «Wild Horses» (live at the Nokia Theatre, New York)
4. «Unwritten» (ringtone)

Versiones Remixes/Oficial
1. «Unwritten» (Johnny Vicious Club)
2. «Unwritten» (Johnny Vicious Radio)
3. «Unwritten» (Johnny Vicious Warehouse)
4. «Unwritten» (Johnny Vicious Mixshow Edit)
5. «Unwritten» (Hani Num Club)
6. «Unwritten» (Hani Num Radio)
7. «Unwritten» (Hani Num Dub)
8. «Unwritten» (Special live acoustic performance for The N)
9. «Unwritten» (Ultimix Pt.1)
10. «Unwritten» (Ultimix Pt.2)

## Posicionamiento en listas
| Listas (2004/2005/2006)                      | Mejor posición |
| -------------------------------------------- | -------------- |
| Australian Singles Chart                     | 26             |
| Austrian Singles Chart                       | 18             |
| Belgium Singles Chart (Flanders)             | 22             |
| Belgium Tip Chart (Wallonia)                 | 9              |
| Canadian Singles Chart                       | 4              |
| Dutch Top 40                                 | 5              |
| German Singles Chart                         | 22             |
| Irish Singles Chart                          | 9              |
| New Zealand Singles Chart                    | 15             |
| Spanish Singles Chart                        | 18             |
| Swedish Singles Chart                        | 32             |
| Swiss Singles Chart                          | 26             |
| UK Singles Chart                             | 6              |
| U.S. Billboard Hot 100                       | 5              |
| U.S. Billboard Pop 100                       | 1              |
| U.S. Billboard Hot Dance Club Play           | 1              |
| U.S. Billboard Hot Adult Contemporary Tracks | 1              |
| U.S. Billboard Top 40 Mainstream             | 2              |